# Lise Daoust
Lise Daoust (* 15. Mai 1950 in Montreal) ist eine kanadische Flötistin und Musikpädagogin.

## Leben
Daoust begann ihre musikalische Ausbildung am Konservatorium ihrer Heimatstadt und setzte sie von 1972 bis 1975 am Pariser Konservatorium bei Alain Marion, Christian Lardé und Jean-Pierre Rampal fort. Sie unterrichtete dann Flöte am Konservatorium von Poissy und spielte die Zweite Flöte im Orchestra Pasdeloup in Paris, bevor sie 1976 nach Kanada zurückkehrte.
Ab 1980 unterrichtete Daoust an der University of Montreal, seit 1981 war sie regelmäßige Gastdozentin beim Symposium International du Domaine Forget. Außerdem unterrichtete sie ab 2003 am Banff Music Centre. Als Solistin trat sie regelmäßig bei der Société de musique contemporaine du Québec und bei der CBC auf. Sie unternahm 1980, 1983 und 1987 Konzerttourneen durch Europa  1986 studierte sie zeitgenössische Musik am IRCAM in Paris.
Das Repertoire Daoust umfasst Werke aller Epochen und Stilrichtungen, ihr besonderes Interesse gilt aber der zeitgenössischen Musik. Sie spielte Uraufführungen von Werken kanadischer Komponisten wie Alain Gagnon (Trois solos d'un personnage, 1977) und René Lussier (Zone grise, 1990) und 1990 die kanadische Erstaufführung von Karlheinz Stockhausens Kathinkas Gesang als Luzifers Requiem, einem Werk, das sie mit dem Komponisten und der Flötistin Kathinka Pasveer erarbeitet hatte.
Die Diskographie Daousts umfasst mehr als ein Dutzend Titel mit Werken von Carl Philipp Emanuel Bach, Wolfgang Amadeus Mozart und Johann Nepomuk Hummel, aber auch von Ravi Shankar, Arvo Pärt, Walter Boudreau, Denis Gougeon und anderen. 1988 gewann sie den Prix de musique contemporaine Flandre-Québec; für ihre Verdienste um die kanadische neue Musik wurde sie 2009 zur Botschafterin des Canadian Music Centre ernannt.